# Helen Skelton
Helen Skelton (nascida em 19 de julho de 1983) é uma apresentadora de televisão britânica, mais conhecida por ser a atual apresentadora do programa infantil Blue Peter, desde 28 de agosto de 2008.